# Обратният път
„Обратният път“ (на немски: Der Weg zurück) е роман от немския писател Ерих Мария Ремарк (1898-1970), публикуван през 1931 г.
Романът „Обратният път“ от Ерих Мария Ремарк излиза от печат през 1931 г. в Берлин и още същата година е публикуван на български – дори в два различни превода.
„Обратният път“ e продължение на станалия „за една нощ“ световноизвестен роман на Ремарк „На Западния фронт нищо ново“ (1929).

## Сюжет
Внимание:  Текстът по-долу разкрива сюжета на произведението (или части от него)!
Действието на „Обратният път“ започва там, където писателят оставя своя герой Паул Боймер малко преди смъртта му в „На Западния фронт нищо ново“ – на бойната линия, броени дни преди примирието в Първата световна война през 1918 г. Оттам започва и завръщането на победената армия в Германия, „обратният път“ към живота. В центъра на действието е група фронтови другари; някои от тях са познати още от „На Западния фронт нищо ново“. След дълго и уморително пътуване те се озовават в своята родина, разтърсвана от Ноемврийската революция.
За повечето от тях е трудно да се върнат към цивилния живот. Селянинът Адолф Бетке се завръща в своето стопанство, но бракът му е напът да се разпадне. Той и жена му се преселват в града, за да избегнат клюките и подигравките в малкото селце. Но така или иначе Бетке вече не е същият и не успява да заживее щастливо с жена си.
Алберт Троске застрелва черноборсаджията Юлиус Барчер, който му е отнел единствената надежда за ново начало – момичето Люси! Троске е изправен пред съд и осъден на 3 години строг тъмничен затвор.
Някогашните гимназисти лейтенант Брайер и разказвачът (Ернст) заемат отново местата си на училищната скамейка. Но в крайна сметка Брайер изгубва всякаква надежда да намери задоволително поприще в следвоенния живот и се самоубива, понеже през войната се е заразил от неизлечима венерическа болест – тук болестта се превръща в символ за белязаността на едно „изгубено поколение“.
Георг Рае постъпва в доброволческия корпус с очакването там да намери липсващата му фронтова дружба, но остава разочарован. Не след дълго той напуска службата си, осъзнал каква е действителността – казармите са пълни не с бойни другари, а с кариеристи и жадни за приключения хлапаци. В една гротескна сцена той се завръща на бойното поле, където са кръстовете на погребаните му бойни другари и там се застрелва, за да бъде „един от тях“.
Ернст става учител в едно малко селце; той стига до убеждението, че „животът сам по себе си“ е задача, с която трябва да се справи.

### Изгубеното поколение
В „Обратният път“ Ремарк доразвива идеята си от „На Западния фронт нищо ново“: едно поколение, прекарало младостта си на фронта, е вече изгубено за нормалния живот, то е неприспособимо, то е обречено, то е „унищожено от войната – макар и оцеляло от нейните снаряди“. Затова и извървелите „обратния път“ не могат да намерят своето място – едни се самоубиват, други изчезват в затворите, трети резигнират и заживяват с дребните грижи на всекидневието, лишени от някогашните си цели и идеали. Нервното напрежение от битките преминава в социална апатия. А с това изчезва и най-доброто, което може би е породила войната: фронтовото другарство.

### Литературното „предателство“
Когато през 1933 г. на власт в Германия идва Хитлер, нацистката пропаганда нарича двата романа на Ремарк „литературно предателство към боеца от Световната война“. Това става причина те да бъдат публично изгаряни заедно с произведения на Хайнрих Хайне, Бертолт Брехт, Стефан Цвайг, Хайнрих Ман, Лион Фойхтвангер и други идеологически неудобни писатели. Накрая отнемат на Ерих Мария Ремарк немското гражданство и той се преселва в Париж, а през 1939 г. емигрира в САЩ.